# Mainaguri
Mainaguri là một thị trấn thống kê (census town) của quận Jalpaiguri thuộc bang Tây Bengal, Ấn Độ.

## Địa lý
Mainaguri có vị trí 26°34′B 88°49′Đ / 26,57°B 88,82°Đ Nó có độ cao trung bình là 84 mét (275 feet).

## Nhân khẩu
Theo điều tra dân số năm 2001 của Ấn Độ, Mainaguri có dân số 27.086 người. Phái nam chiếm 51% tổng số dân và phái nữ chiếm 49%. Mainaguri có tỷ lệ 75% biết đọc biết viết, cao hơn tỷ lệ trung bình toàn quốc là 59,5%: tỷ lệ cho phái nam là 80%, và tỷ lệ cho phái nữ là 70%. Tại Mainaguri, 11% dân số nhỏ hơn 6 tuổi.